# 1957 w muzyce
Wydarzenia muzyczne w 1957 roku.

## Wydarzenia
- Powstanie zespołu The Quarryman, później pod nazwą The Beatles.
- listopad – Ricky Nelson wydaje pierwszy album studyjny pod tytułem Ricky

## Urodzili się
- 2 stycznia – Sławomir Wolski, polski autor tekstów piosenek, akordeonista, kompozytor i aranżer
- 5 stycznia – Maartin Allcock, angielski multiinstrumentalista i producent muzyczny, muzyk zespołów Fairport Convention i Jethro Tull (zm. 2018)
- 9 stycznia – Jan Sahara Hedl, czeski muzyk, kompozytor, tekściarz, piosenkarz i gitarzysta
- 14 stycznia – Sławomir Ciesielski, polski perkusista rockowy, muzyk grupy Republika
- 23 stycznia – Ewa Małas-Godlewska, polska śpiewaczka operowa (sopran liryczno-koloraturowy)
- 27 stycznia – Janick Gers, brytyjski gitarzysta rockowy, muzyk zespołu Iron Maiden
- 1 lutego – Dennis Brown, jamajski muzyk reggae (zm. 1999)
- 5 lutego – Flora Martirosyan, ormiańska piosenkarka (zm. 2012)
- 6 lutego – Matthew Best, angielski wokalista basowy, dyrygent (zm. 2025)
- 14 lutego – Buzy, francuska piosenkarka (zm. 2023)
- 15 lutego – Jake E. Lee, amerykański muzyk rockowy, kompozytor, gitarzysta klasyczny oraz heavymetalowy
- 19 lutego
  - Falco, właśc. Johann Hölzel, austriacki wokalista, pianista, gitarzysta i autor tekstów (zm. 1998)
  - Jolanta Jaszkowska, polska piosenkarka
- 25 lutego – Melinda Wagner, amerykańska kompozytorka muzyki poważnej
- 27 lutego – Adrian Smith, angielski muzyk rockowy, gitarzysta zespołu heavymetalowego Iron Maiden
- 28 lutego – Cindy Wilson, amerykańska wokalistka i perkusistka rockowa, członkini grupy The B-52’s
- 2 marca – Violetta Bielecka, polska dyrygentka i kierowniczka Chóru Opery i Filharmonii Podlaskiej
- 3 marca
  - Zbigniew Foryś, polski muzyk rockowy, gitarzysta basowy, klawiszowiec, wokalista i kompozytor; w latach 1982–1985 muzyk zespołu Lombard
  - Michael Prophet, jamajski piosenkarz reggae (zm. 2017)
  - Jeff Rona, amerykański kompozytor filmowy
- 5 marca – Mark E. Smith, brytyjski wokalista, członek i lider grupy The Fall (zm. 2018)
- 8 marca – Clive Burr, angielski muzyk rockowy, perkusista; w latach 1979–1982 członek grupy Iron Maiden (zm. 2013)
- 10 marca – Mino Cinelu, francuski perkusista, kompozytor i producent muzyczny
- 12 marca – Marlon Jackson, amerykański piosenkarz, muzyk grupy The Jackson 5
- 13 marca – Daniel Licht, amerykański kompozytor muzyki filmowej (zm. 2017)
- 17 marca – Hamish Kilgour, nowozelandzki perkusista i gitarzysta rockowy (zm. 2022)
- 22 marca – Jacek Kaczmarski, polski poeta, prozaik, piosenkarz, twórca tekstów piosenek (zm. 2004)
- 27 marca – Billy MacKenzie, szkocki wokalista, członek zespołu The Associates (zm. 1997)
- 4 kwietnia – Graeme Kelling, szkocki muzyk i gitarzysta zespołu Deacon Blue (zm. 2004)
- 5 kwietnia – Euis Darliah, właśc. Euis Tjahja Purnama Syurawatini, indonezyjska piosenkarka
- 6 kwietnia – Ghenadie Ciobanu, mołdawski kompozytor oraz polityk
- 7 kwietnia – Yann-Fañch Kemener, francuski pieśniarz (zm. 2019)
- 13 kwietnia – Wayne Lewis, amerykański wokalista R&B, muzyk zespołu Atlantic Starr (zm. 2025)
- 14 kwietnia – Michaił Pletniow, rosyjski pianista, dyrygent i kompozytor
- 19 kwietnia – Tony Martin, angielski wokalista, multiinstrumentalista i kompozytor
- 23 kwietnia – Kenji Kawai, japoński kompozytor
- 24 kwietnia – Hanna Banaszak, polska piosenkarka jazzowa i estradowa
- 27 kwietnia – Czesław Minkus, polski muzyk, kompozytor, autor projektów muzyczno-medialnych, filmowych i teatralnych
- 7 maja – Czesław Gałka, polski śpiewak operowy (bas)
- 8 maja – Marie Myriam, francuska piosenkarka, zwyciężczyni Konkursu Piosenki Eurowizji 1977
- 10 maja – Sid Vicious, brytyjski wokalista, gitarzysta basowy i autor piosenek; w latach 1977–1978 członek grupy punk rockowej Sex Pistols (zm. 1979)
- 14 maja – Daniela Dessì, włoska śpiewaczka operowa (sopran) (ur. 2016)
- 18 maja
  - Michael Cretu, rumuński kompozytor
  - Leszek Dziarek, polski perkusista, kompozytor, wokalista, autor tekstów i aranżer
- 22 maja – Anne Grete Preus, norweska gitarzystka, pianistka i wokalistka rockowa (zm. 2019)
- 23 maja
  - Jimmy McShane, irlandzki piosenkarz, lider zespołu Baltimora (zm. 1995)
  - Tadeusz Nestorowicz, polski trębacz jazzowy, kompozytor
  - Janusz Skowron, polski muzyk jazzowy, pianista i kompozytor (zm. 2019)
- 24 maja – Joanna Białek, polska śpiewaczka (sopran) i aktorka (zm. 2011)
- 27 maja
  - Eddie Harsch, kanadyjski klawiszowiec i basista rockowy, muzyk zespołu The Black Crowes (zm. 2016)
  - Siouxsie Sioux, brytyjska wokalistka, członkini zespołów Siouxsie and the Banshees[1]
- 2 czerwca – Mark Shreeve, brytyjski kompozytor muzyki elektronicznej (zm. 2022)
- 5 czerwca – Enrico Ruggeri, włoski wokalista, kompozytor i prezenter telewizyjny
- 8 czerwca – Roman Kołakowski, polski kompozytor, poeta, piosenkarz, gitarzysta, tłumacz, reżyser teatralny i estradowy (zm. 2019)
- 12 czerwca – Geri Allen, amerykańska pianistka jazzowa, kompozytor i pedagog (zm. 2017)
- 13 czerwca – Michał Bajor, polski aktor i piosenkarz
- 14 czerwca – Maxi Jazz, brytyjski piosenkarz, wokalista zespołu Faithless (zm. 2022)
- 16 czerwca
  - Jüri Alperten, estoński dyrygent (zm. 2020)
  - Martin Němec, czeski muzyk, kompozytor, scenarzysta i malarz
- 17 czerwca – Phil Chevron, irlandzki piosenkarz, kompozytor, gitarzysta, muzyk grupy The Pogues (zm. 2013)
- 21 czerwca – Nino d’Angelo, włoski piosenkarz
- 23 czerwca – Joanne Shenandoah, amerykańska piosenkarka, kompozytorka i gitarzystka (zm. 2021)
- 24 czerwca – Terence „Astro” Wilson, brytyjski trębacz, perkusista i wokalista reggae, muzyk zespołu UB40 (zm. 2021)
- 3 lipca – Poly Styrene, brytyjska wokalistka punkowa, frontmenka formacji X-Ray Spex (zm. 2011)
- 8 lipca – Wanda Kwietniewska, polska wokalistka
- 18 lipca – Keith Levene, angielski muzyk, członek i współzałożyciel zespołów The Clash i Public Image Ltd (zm. 2022)
- 27 lipca – Jacek Kraszewski, polski dyrygent i pedagog (zm. 2021)
- 2 sierpnia – Mojo Nixon, amerykański muzyk i aktor (zm. 2024)
- 4 sierpnia – Andrzej Dylewski, polski perkusista
- 6 sierpnia
  - Hetty Koes Endang, właśc. Hetty Koes Madewy, indonezyjska wokalistka wykonująca muzykę pop i kroncong
  - Piotr Krystek, polski muzyk, w latach 1980–1981 wokalista poznańskiej grupy rockowej Turbo (zm. 2012)
- 10 sierpnia – Fred Ho, amerykański saksofonista jazzowy, kompozytor, lider zespołu, dramaturg, pisarz i działacz społeczny (zm. 2014)
- 14 sierpnia – Rafał Delekta, polski dyrygent, profesor sztuk muzycznych
- 17 sierpnia – Nina Gocławska, polska tancerka, aktorka i prezenterka telewizyjna (zm. 2009)
- 18 sierpnia – Jadwiga Kotnowska, polska flecistka
- 19 sierpnia – Márta Sebestyén, węgierska wokalistka folkowa
- 21 sierpnia
  - Axel Breitung, niemiecki muzyk, kompozytor i producent
  - Candra Darusman, indonezyjski muzyk jazzowy, kompozytor i wokalista
- 22 sierpnia
  - Andrzej Boreyko, polsko-rosyjski dyrygent
  - Holly Dunn, amerykańska piosenkarka country (zm. 2016)
- 23 sierpnia – Antônio Meneses, brazylijski wiolonczelista (zm. 2024)
- 28 sierpnia – Ivo Josipović, chorwacki polityk i muzyk
- 29 sierpnia
  - Grzegorz Ciechowski, polski muzyk rockowy, pianista i flecista, aranżer, producent muzyczny, kompozytor, poeta, felietonista (zm. 2001)
  - Majk Moti, niemiecki gitarzysta metalowy, członek zespołu Running Wild (zm. 2023)
- 1 września – Gloria Estefan, latynoamerykańska piosenkarka
- 7 września – Jermaine Stewart, amerykański piosenkarz (zm. 1997)
- 9 września – Pierre-Laurent Aimard, francuski pianista
- 12 września – Hans Zimmer, niemiecki kompozytor muzyki filmowej
- 13 września – Vinny Appice, amerykański perkusista rockowy
- 16 września – Anca Parghel, rumuńska wokalistka, pianistka, kompozytorka jazzowa oraz nauczycielka muzyki (zm. 2008)
- 21 września – Janusz Mackiewicz, polski muzyk jazzowy; kontrabasista i gitarzysta basowy, kompozytor, aranżer
- 22 września – Nick Cave, australijski muzyk, poeta, pisarz i aktor
- 24 września – Sibongile Khumalo, południowoafrykańska piosenkarka (zm. 2021)
- 3 października – Bogdan Hołownia, polski pianista jazzowy
- 5 października – Lee Thompson, brytyjski muzyk, saksofonista i kompozytor brytyjskiego zespołu ska pop-rockowego Madness
- 9 października – Ini Kamoze, jamajski wokalista reggae
- 11 października
  - Berlian Hutauruk, indonezyjska sopranistka
  - Pierre Perrone, francuski dziennikarz muzyczny (zm. 2016)
- 12 października – Annik Honoré, belgijska dziennikarka, promotorka muzyczna, założycielka wytwórni muzycznych, muza Iana Curtisa (zm. 2014)
- 14 października – Greg Tate, amerykański pisarz, muzyk i krytyk muzyczny (zm. 2021)
- 17 października – Piotr Metz, polski dziennikarz muzyczny, jeden z twórców radia RMF FM
- 19 października
  - Antoni Muracki, polski – warszawski bard, pieśniarz, poeta i tłumacz; wykonawca poezji śpiewanej
  - Karl Wallinger, walijski multiinstrumentalista, muzyk zespołu The Waterboys (zm. 2024)
- 20 października – Andrzej Dziadek, polski kompozytor i pedagog
- 21 października – Steve Lukather, amerykański gitarzysta, wokalista, aranżer i producent nagraniowy
- 28 października
  - Kitty Lux, brytyjska ukulelistka (zm. 2017)
  - Stephen Morris, brytyjski perkusista i klawiszowiec zespołów Joy Division i New Order
- 29 października – Jerzy Sterczyński, polski pianista i pedagog
- 30 października
  - Mats Edén, szwedzki muzyk, kompozytor i pedagog muzyczny
  - Shlomo Mintz, amerykański wirtuoz gry na skrzypcach pochodzenia rosyjskiego, altowiolista, dyrygent
- 10 listopada – Anna Szostak-Myrczek, polska dyrygentka, profesor sztuki
- 19 listopada
  - Joel Goldsmith, amerykański kompozytor muzyki do filmów, seriali oraz gier komputerowych (zm. 2012)
  - Ofra Haza, izraelska piosenkarka, kompozytorka i aktorka (zm. 2000)
- 21 listopada – Ewa Pobłocka, polska pianistka, kameralistka i pedagog
- 25 listopada – Leszek Cichoński, polski gitarzysta bluesowy, kompozytor i aranżer
- 29 listopada – Jennifer Batten, amerykańska gitarzystka
- 30 listopada – Andrzej Urny, polski gitarzysta rockowy, kompozytor, aranżer i producent muzyczny (zm. 2021)
- 1 grudnia – Vesta Williams, amerykańska piosenkarka R&B (zm. 2011)
- 3 grudnia – Mark Shelton, amerykański wokalista i gitarzysta heavymetalowy, członek zespołu Manilla Road (zm. 2018)
- 7 grudnia – Alicja Gronau-Osińska, polska kompozytorka, dr hab., profesor nadzwyczajny Uniwersytetu Muzycznego Fryderyka Chopina
- 12 grudnia – Sheila E., amerykańska wokalistka, aktorka, muzyk i instrumentalista, perkusista oraz skrzypaczka
- 13 grudnia – Eric Marienthal, amerykański saksofonista jazzowy
- 18 grudnia – Marek Eben, czeski aktor, kompozytor, piosenkarz i prezenter telewizyjny
- 20 grudnia – Ana Wisi, grecka wokalistka i kompozytorka, pochodzenia cypryjskiego
- 22 grudnia – Sławomir Wysocki, polski gitarzysta, kompozytor i autor tekstów; muzyk zespołu Róże Europy (zm. 2003)
- 25 grudnia
  - Shane MacGowan, irlandzki wokalista i muzyk folkowo-rockowej grupy The Pogues (zm. 2023)
  - Jan Rot, holenderski piosenkarz i kompozytor (zm. 2022)
- 26 grudnia – Pavel Fajt, czeski awangardowy muzyk, perkusista i producent

## Zmarli
- 16 stycznia – Arturo Toscanini, włoski dyrygent (ur. 1867)
- 7 lutego – Rudolph Reti, amerykański teoretyk muzyki, pianista i kompozytor pochodzenia serbskiego (ur. 1885)
- 12 lutego – Ludwik Wawrzynowicz, polski kompozytor, pedagog, dyrygent, krytyk muzyczny (ur. 1870)
- 16 lutego – Józef Hofmann, polski wynalazca, pianista, kompozytor i pedagog (ur. 1876)
- 23 lutego – Stefan Ślązak, polski śpiewak operowy (baryton), kompozytor muzyki klasycznej, dyrygent, pedagog, folklorysta (ur. 1889)
- 8 marca – Othmar Schoeck, szwajcarski kompozytor i dyrygent (ur. 1886)
- 15 kwietnia – Pedro Infante, meksykański piosenkarz i aktor (ur. 1917)
- 2 maja – Tadeusz Zygfryd Kassern, polski kompozytor (ur. 1904)
- 5 maja – Michaił Gniesin, rosyjski i radziecki kompozytor oraz pedagog (ur. 1883)
- 9 maja – Ezio Pinza, włoski śpiewak operowy (bas) i aktor (ur. 1892)
- 21 maja – Aleksandr Wiertinski, rosyjski pieśniarz, kompozytor, poeta i aktor (ur. 1889)
- 5 czerwca – Frances Densmore, amerykańska etnograf i etnomuzykolog (ur. 1867)
- 6 czerwca
  - Küläsz Bajseitowa, kazachska i radziecka artystka operowa (sopran liryczno-koloraturowy), Ludowy Artysta ZSRR (ur. 1912)
  - Henry Février, francuski kompozytor (ur. 1875)
- 12 czerwca
  - Jimmy Dorsey, amerykański klarnecista, saksofonista, kompozytor i kierownik orkiestry jazzowej (ur. 1904)
  - Stanisław Szpinalski, polski pianista i pedagog (ur. 1901)
- 30 czerwca – Michał Świerzyński, polski kompozytor, dyrygent i pedagog (ur. 1868)
- 9 lipca – Aleksandr Goedicke, rosyjski kompozytor, organista i pianista (ur. 1877)
- 16 lipca – Serge Chaloff, amerykański saksofonista jazzowy (ur. 1923)
- 30 lipca – Sem Dresden, holenderski kompozytor, dyrygent i pedagog muzyczny (ur. 1881)
- 31 lipca – Cheng Maoyun, chiński kompozytor i profesor Narodowego Centralnego Uniwersytetu na Tajwanie (ur. 1900)
- 9 sierpnia – Konrad Tom, polski scenarzysta, piosenkarz, reżyser filmowy, aktor kina polskiego oraz żydowskiego, autor tekstów kabaretowych, i słów wielu piosenek (ur. 1887)
- 22 sierpnia – Edward Joseph Dent, angielski muzykolog (ur. 1876)
- 1 września
  - Dennis Brain, angielski waltornista (ur. 1921)
  - Sabine Kalter, polska śpiewaczka (kontralt) żydowskiego pochodzenia (ur. 1889)
- 20 września – Jean Sibelius, fiński kompozytor muzyki poważnej (ur. 1865)
- 14 października – Natanael Berg, szwedzki kompozytor (ur. 1879)
- 16 października – Ralph Benatzky, austriacki kompozytor pochodzenia czeskiego (ur. 1884)
- 4 listopada – Joseph Canteloube, francuski kompozytor i muzykolog (ur. 1879)
- 29 listopada – Erich Wolfgang Korngold, amerykański kompozytor, dyrygent i pianista (ur. 1897)
- 30 listopada – Beniamino Gigli, włoski śpiewak operowy (tenor) (ur. 1890)
- 19 grudnia – Abolhasan Saba, irański muzyk i kompozytor, wirtuoz gry na setarze, mistrz radifu (ur. 1902)
- 21 grudnia – Eric Coates, angielski kompozytor i altowiolista (ur. 1882)
- 26 grudnia – Artur Malawski, polski kompozytor, pedagog i dyrygent (ur. 1904)

## Albumy
- polskie
- zagraniczne
  - Birth of the Cool – Miles Davis
  - Cookin' with the Miles Davis Quintet – Miles Davis
  - Miles Ahead – Miles Davis
  - 'Round About Midnight – Miles Davis
  - The „Chirping” Crickets – Buddy Holly & The Crickets
  - Here’s Little Richard – Little Richard
  - Bing with a Beat – Bing Crosby
  - A Christmas Story – An Axe, an Apple and a Buckskin Jacket – Bing Crosby
  - Ali Baba and the Forty Thieves – Bing Crosby
  - New Tricks – Bing Crosby
  - The Bible Story of Christmas – Bing Crosby
  - Christmas Time (EP) – Bing Crosby
  - Once Over Lightly (EP) – Bing Crosby
  - Pretty Baby – Dean Martin
  - Ricky – Ricky Nelson
  - We Get Letters – Perry Como

## Film muzyczny
- Więzienny rock – (Elvis Presley)
- Loving You – (Elvis Presley)

## Nagrody
- Konkurs Piosenki Eurowizji 1957
  - „Net als toen”, Corry Brokken